# Carpanzano
Carpanzano község (comune) Olaszország Calabria régiójában, Cosenza megyében.

## Fekvése
A megye déli részén fekszik. Határai: Altilia, Belsito, Colosimi, Marzi és Scigliano.

## Története
A települést a 10. században alapították cosenzai lakosok, akik a vidéken fosztogató szaracénok elől menekültek el városukból. 1638-ban egy földrengés elpusztította. Később újjáépítették. A 19. század elején vált önálló településsé, amikor a Nápolyi Királyságban felszámolták a feudalizmust.

## Népessége
A népesség számának alakulása:

## Főbb látnivalói
- San Nicola-templom
- Madonna dell'Annunziata-templom
- San Felice-templom